# Arushadeklarationen

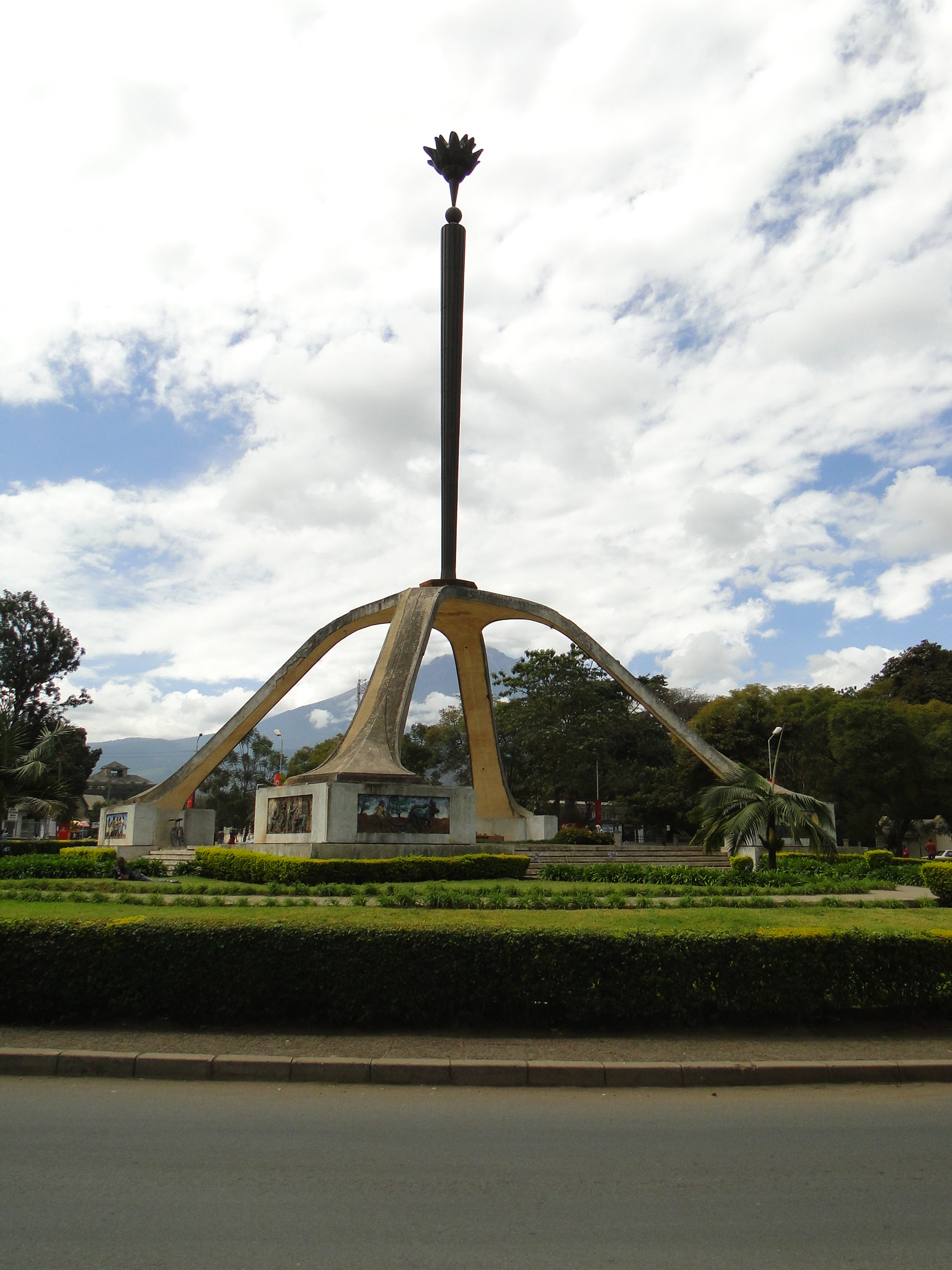
Uhurumonumentet i Arusha

Arushadeklarationen, det uttalande som gjordes 5 februari 1967 av Tanzanias president Julius Nyerere i staden Arusha varigenom Ujamaa blev landets statsideologi. Därigenom kom bland annat jordbruket att kollektiviseras.

### Fotnoter
1. ↑  ”Tankar från Afrikas hjärta”. Västerviks-Tidningen. 24 november 2012. http://www.vt.se/opinion/tankar-fran-afrikas-hjarta-6635411.aspx. Läst 4 juni 2015.